# کریستین کوست
کریستین کوست (فرانسوی: Christian Coste‎؛ زادهٔ ۲۳ فوریهٔ ۱۹۴۹) بازیکن و مربی فوتبال اهل فرانسه بود.
از باشگاه‌هایی که در آن بازی کرده‌است می‌توان به باشگاه فوتبال لیل و باشگاه فوتبال استاد رنس اشاره کرد.
وی همچنین در تیم ملی فوتبال فرانسه بازی کرده‌است.